# Wolfgang Tepper
Wolfgang Tepper (geb. 7. Februar 1941; gest. 18. Juni 2020) war ein deutscher Boxer.

## Karriere
Tepper bestritt zwischen 1953 und 1966 insgesamt 235 Boxkämpfe. Er gehörte dem Weseler BC an und wurde 1958 deutscher Juniorenmeister im Leichtgewicht. 1960 gewann er in derselben Gewichtsklasse die deutsche Meisterschaft in Köln. Im darauffolgenden Jahr trat er in der Klasse Halbweltergewicht bei der deutschen Meisterschaft in Berlin an und belegte den dritten Platz. 1964 nahm er mit weiteren Boxern aus Wesel und vom Niederrhein in Bulgarien an einem Vergleichskampf gegen die dortige Nationalmannschaft teil. Von 1977 bis 1987 oder nach anderen Angaben 1988 war er als Trainer beim Weseler BC aktiv. In der Niederrheinhalle in Wesel organisierte er während seiner Trainertätigkeit internationale Boxveranstaltungen mit bis zu 4.000 Zuschauern.